# Гацола (Пјаченца)
Гацола (итал. Gazzola) је насеље у Италији у округу Пјаченца, региону Емилија-Ромања.
Према процени из 2011. у насељу је живело 360 становника. Насеље се налази на надморској висини од 134 м.

## Становништво
| 1931. | 1936. | 1951. | 1961. | 1971. | 1981. | 1991. | 2001. | 2011. |
| ----- | ----- | ----- | ----- | ----- | ----- | ----- | ----- | ----- |
| 3.294 | 3.187 | 2.913 | 2.341 | 1.666 | 1.421 | 1.473 | 1.676 | 1.999 |